# Robert Walker, Baron Walker of Gestingthorpe

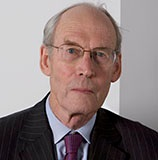
Robert Walker, Baron Walker of Gestingthorpe

Robert Walker, Baron Walker of Gestingthorpe Kt PC QC (* 17. März 1938; † 17. November 2023) war ein britischer Jurist, der seit 2002 Mitglied des House of Lords war und von 2009 bis 2013 Richter am Obersten Gerichtshof des Vereinigten Königreichs war.

## Leben

### Rechtsanwalt und Aufstieg zum Lord Justice of Appeal
Nach dem Besuch der Downside School begann Walker ein Studium der Fächer Klassische Altertumswissenschaft und Rechtswissenschaften am Trinity College der University of Cambridge und schloss diese Studien 1959 mit jeweils einem Bachelor of Arts (B.A. Classics und B.A. Laws) ab. Nachdem er 1960 seine anwaltliche Zulassung bei der Anwaltskammer von Lincoln’s Inn erhalten hatte, war er als Barrister tätig. Aufgrund seiner langjährigen juristischen Verdienste wurde ihm 1982 der Titel des Kronanwalts (Queen’s Counsel) verliehen.
Nach fast 35-jähriger Tätigkeit als Rechtsanwalt wurde Walker 1994 zum Richter an den High Court of Justice berufen und war dort bis 1997 als Richter in der für Wirtschaftsrecht, Kartellrecht, Testamentsrecht, Grundstücksrecht, Firmenrecht und das Recht des geistigen Eigentums zuständigen Chancery Division tätig. Mit seiner Berufung zum Richter war die damals übliche Verleihung des Titels als Knight Bachelor verbunden. Nach Beendigung dieser Tätigkeit folgte 1997 seine Berufung zum Lord Justice of Appeal am Court of Appeal, dem für England und Wales zuständigen Berufungsgericht, an dem er bis 2002 wirkte.

### Oberhausmitglied und Richter am Obersten Gerichtshof
Im Anschluss wurde er 2002 als Life Peer mit dem Titel Baron Walker of Gestingthorpe, of Gestingthorpe in the County of Essex, in den Adelsstand erhoben. Am 8. Oktober 2002 erfolgte seine Einführung (Introduction) als Mitglied des House of Lords.
In dieser Funktion wurde er zuvor am 1. Oktober 2002 als Nachfolger des erkrankten Lord Slynn of Hadley Lord of Appeal in Ordinary und gehörte bis zum 30. September 2009 zu den Lordrichtern (Law Lords) des Oberhauses.
Am 1. Oktober 2009 wurde Lord Walker of Gestingthorpe zu einem der ersten Richter an den neugegründeten Obersten Gerichtshof des Vereinigten Königreichs berufen. Aufgrund dieser Tätigkeit ruhte allerdings seine Teilnahme an den Sitzungen des Oberhauses. Am 17. März 2013 schied Walker als Richter am Obersten Gerichtshof aus. 2010 war er zudem Schatzmeister der Anwaltskammer von Lincoln’s Inn und war außerdem nicht-ständiger Richter am Court of Final Appeal von Hongkong.

### Bedeutende Gerichtsentscheidungen
Während seiner richterlichen Tätigkeit wirkte er an zahlreichen wichtigen Entscheidungen mit wie zum Beispiel in den Verfahren:
- Re A (Children) (Conjoined Twins: Surgical Separation) (2001):[2] In diesem Verfahren musste sich der Court of Appeal über die medizinisch Trennung von Jodie und Mary genannten neugeborenen siamesischen Zwillingen Rose und Grace Attard urteilen. Der Fall rief mehrere rechtliche, ethische und religiöse Zwickmühlen hervor wie zum Beispiel, ob es zulässig ist, das eine Kind zu töten, um das andere zu retten, und ob es erlaubt ist, gegen den Wunsch der Eltern der Kinder zu handeln.

In dem Verfahren gaben die drei beteiligten Richter sehr unterschiedliche Urteilsgründe. Richter Alan Ward verwies auf das Konzept der Selbstverteidigung und nahm an, dass „wenn Jodie sprechen könnte, sie sicherlich protestieren würde: Hör auf, Mary, du tötest mich“. Richter Henry Brooke bezog sich auf das Urteil im Verfahren R v Dudley and Stephens und verwies auf die Notwendigkeit der Verteidigung. Richter Robert Walker legte sein Augenmerk schließlich auf die Intention der Ärzte, mit der Folge, dass die Operation fortgesetzt werden sollte. Die Operation der am 8. August 2000 geborenen Kinder fand am 7. November 2000 statt. Wie von den Ärzten erwartet, überlebte Jodie, während Mary verstarb.
- Gillett v Holt(2001): Bei diesem Verfahren musste der Court of Appeal sich mit der proprietäre Rechtsverwirkung im englischen Bodenrecht befasst. Richter Walker entschied, dass der Beklagte ein teilweises Recht an dem Vermögen hatte, und nicht ohne weiteres dieses verlieren konnte.
- Moore Stephens v Stone Rolls Ltd (2009): Hierbei handelte es sich um eine Grundsatzentscheidung des House of Lords in Bezug auf das britische Gesellschaftsrecht, zum Betrug und zum Ex turpi causa non oritur actio. Das House of Lords hatte mit einer Mehrheit von drei zu zwei Richterstimmen entschieden, dass wenn die Geschäftsführer und Alleingesellschafter eines eng privat gehaltenen Unternehmens die  Rechnungsprüfer durch Betrug gegenüber allen Gläubigern getäuscht haben, die Gläubiger des anschließend insolvent gewordenen Unternehmens von einer Klage gegen den Abschlussprüfer ausgeschlossen werden aufgrund dieser von der Firma begangenen Nachlässigkeit.[3]
- HJ (Iran) and HT (Cameroon) v Home Secretary (2010):[4] In diesem Verfahren musste sich der Oberste Gerichtshof mit der Klage eines Iraners und eines Kameruners gegen den Innenminister wegen der Anerkennung als  Asylberechtigte aufgrund ihrer Homosexualität befassen. Dabei bezog sich die Klage insbesondere gegen den in der Asylbehörde angewandten sogenannten „Diskretions- oder zumutbaren Verträglichkeitstest“, der annahm, dass den Klägern in ihren Heimatländern keine Gefährdung drohe, wenn diese ihre sexuelle Neigungen nicht offenbaren würden. Bereits zuvor gab es Interventionen der Equality and Human Rights Commission und des Hohen Flüchtlingskommissars der Vereinten Nationen gegen diese Rechtsauffassung der dem Innenministerium unterstehenden Asylbehörde.

Am 7. Juli 2010 entschied der Oberste Gerichtshof einstimmig, dass von den Klägern ein derartiges Verhalten in ihrem Heimatland in Form des Leugnens beziehungsweise Verbergens der eigenen Homosexualität nicht erwartet werden dürfte.